# Sebastiania boliviana
Sebastiania boliviana är en törelväxtart som beskrevs av Henry Hurd Rusby. Sebastiania boliviana ingår i släktet Sebastiania och familjen törelväxter.
Artens utbredningsområde är Bolivia. Inga underarter finns listade i Catalogue of Life.